# National Premier Soccer League
De National Premier Soccer League (NPSL) is erkend door de Amerikaanse voetbalbond en de FIFA, en is sinds november 2022 de hoogste amateurcompetitie in de Verenigde Staten binnen de United States Adult Soccer Association (USASA). Deze competitie, zonder leeftijdsrestricties, combineert universiteitsspelers en voormalige professionals. De NPSL is gedecentraliseerd en elke club is zelfstandig verantwoordelijk voor het naleven van de liga-standaarden.

## Kampioenen
- 2023: Tulsa Athletic
- 2022: FC Motown
- 2021: Denton Diablos FC
- 2020: (Seizoen geannuleerd vanwege COVID-19)
- 2019: Miami FC
- 2018: Miami FC 2
- 2017: Elm City Express
- 2016: AFC Cleveland
- 2015: New York Cosmos B
- 2014: New York Red Bulls U-23
- 2013: RVA FC
- 2012: FC Sonic
- 2011: Jacksonville United
- 2010: Sacramento Gold FC

- 2009: Sonoma County Sol
- 2008: Pennsylvania Stoners
- 2007: Southern California Fusion
- 2006: Sacramento Knights
- 2005: Detroit Arsenal
- 2004: Utah Salt Ratz
- 2003: Arizona Sahuaros